# Räddningsstation Grönhögen
Räddningsstation Grönhögen är en av Sjöräddningssällskapets räddningsstationer.
Räddningsstationen ligger i hamnen i Grönhögen på Öland och inrättades 1912. Den har åtta frivilliga. 
Den var Sjöräddningssällskapets tredje räddningsstation. Vid etableringen 1912 fick stationen motorlivbåten Drottning Victoria, som var en av Sjöräddningssällskapets första motorlivbåtar, och byggd samma år.  Räddningsstation Grönhögen är en av de äldsta av Sjöräddningssällskapets räddningsstationer som fortfarande är i drift.

## Räddningsfarkoster
- 12-07 Rescue Väringen, en 12 meter lång, täckt räddningsbåt av Victoriaklass, byggd 1999 och renoverad vintern 2010/11 på MB Marin AB i Henån
- Rescuerunner Jonny, byggd 2014

## Tidigare räddningsfarkoster
- 5-480, en 4,9 meter lång Panther 16 ribbåt, byggd 2014